# Тошич, Мирослав
Мирослав Тошич (серб. Мирослав Тошић; 15 июня 1960, Сврлиг — 24 ноября 2019, Сврлиг, Нишавский округ) — сербский шахматист, гроссмейстер (1998).
Чемпион Югославии (1999). Участник чемпионата Европы по шахматам (2010).
Добился успехов в национальном турнире на курорте Серебряное озеро: в 2010 году занял 2 место, в 2013 стал победителем.
Был женат на российской шахматистке М. Б. Манаковой. Имел сына и дочь.
В ноябре 2019 года перенёс инсульт и скончался от его последствий.

## Изменения рейтинга
| Графики недоступны из-за технических проблем. См. информацию на Фабрикаторе и на mediawiki.org. |